# Benoît Joachim
Benoît Joachim (Lussemburgo, 14 gennaio 1976) è un ex ciclista su strada lussemburghese, professionista dal 1998 al 2009.

## Carriera
Divenne corridore professionista nel 1999 con la squadra ceca ZVVZ-DLD. Nel 2009, dopo otto anni alla US Postal Service/Discovery Channel e due all'Astana, decise di ritornare in Lussemburgo per aggregarsi alla squadra locale Continental Team Differdange.
In carriera vinse cinque campionati lussemburghesi, tre in linea e due a cronometro. Partecipò inoltre ai Giochi olimpici di Atene, nel 2004; nello stesso anno, alla Vuelta a España, vestì per due giorni la maglia oro di leader della classifica generale.

## Palmarès

### Strada
- 1998 (ZVVZ)

5ª tappa Tour de l'Avenir (Château-Chinon > Pontarlier)
- 1999 (US Postal Service, una vittoria)

3ª tappa Prudential Tour (Winchester > Bristol)
- 2000 (US Postal Service, una vittoria)

Campionato lussemburghese, Prova in linea
- 2003 (US Postal Service, una vittoria)

Campionato lussemburghese, Prova in linea
- 2004 (US Postal Service, una vittoria)

Campionato lussemburghese, Prova a cronometro
- 2006 (Discovery Channel Pro Cycling Team , una vittoria)

Campionato lussemburghese, Prova a cronometro
- 2007 (Astana, una vittoria)

Campionato lussemburghese, Prova in linea

#### Altri successi
- 2004 (US Postal Service)

1ª tappa Vuelta a España (León, cronosquadre)

### Ciclocross
- 1993-1994

Campionati lussemburghese, Prova Juniores

## Piazzamenti

### Grandi Giri
- Giro d'Italia

2005: 107º
2006: 83º
2007: 99º
- Tour de France

2000: 92º
2002: 89º
- Vuelta a España

1999: ritirato (12ª tappa)
2001: 88º
2003: 81º
2004: 57º
2005: non partito (13ª tappa)
2006: 66º

### Classiche monumento
- Milano-Sanremo

1999: 125º
2000: 125º
2001: 62º
2002: 66º
2003: 105º
2004: 140º
2006: ritirato
- Giro delle Fiandre

1999: ritirato
2001: 79°
2003: 31°
2004: 58°
2007: ritirato
- Parigi-Roubaix

1999: fuori tempo massimo
2000: fuori tempo massimo
2001: 45°
2003: 52°
2004: 64°
2007: ritirato
- Liegi-Bastogne-Liegi

1999: ritirato
2000: ritirato
2003: ritirato
2005: ritirato
2006: 88°
- Giro di Lombardia

2008: 87°

### Competizioni mondiali
- Campionati del mondo

Perth 1993 - In linea Juniores: 31°
Lugano 1996 - Cronometro Under-23: 31°
Lugano 1996 - In linea Under-23: 38°
San Sebastian 1997 - Cronometro Under-23: 36°
San Sebastian 1997 - In linea Under-23: 14°
Valkenburg 1998 - Cronometro Under-23: 35°
Valkenburg 1998 - In linea Under-23: 16°
Verona 1999 - Cronometro Elite: 47°
Verona 1999 - In linea Elite: ritirato
Zolder 2002 - Cronometro Elite: 41°
Zolder 2002 - In linea Elite: 52°
Hamilton 2003 - Cronometro Elite: 31°
Hamilton 2003 - In linea Elite: 100°
Verona 2004 - Cronometro Elite: 36°
Verona 2004 - In linea Elite: ritirato
Varese 2008 - Cronometro Elite: 49°
Varese 2008 - In linea Elite: ritirato
- Giochi olimpici

Atene 2004 - Gara in linea: 45°
Atene 2004 - Cronometro: 25°

### Competizioni europee
- Campionati europei

Isola di Man 1996 - In linea Under-23: 16°